# GM Medium Gasoline Engine
Medium Gasoline Engine (MGE) — четырёхцилиндровый бензиновый двигатель внутреннего сгорания, разработанный немецкой компанией Opel Automobile GmbH и выпускающийся под названием «SIDI Ecotec».

## История
Производство двигателя MGE началось в конце 2012 года в Сентготхарде, Венгрия. Двигатель оснащён функцией «старт-стоп» и снижает расход топлива и выбросы CO2 на 13%, по сравнению с Family 1. Стандарт выбросов — Евро-6.
Турбированный вариант Eco мощностью 125 кВт (168 л. с.) при 4250 об/мин и крутящим моментом 260 Н∙м при 1650—4250 об/мин был представлен в 2012 году на Московском международном автомобильном салоне; также был представлен вариант Performance мощностью 147 кВт (197 л. с.) и крутящим моментом 300 Н∙м. Каждая версия отличается уникальной аэродинамикой турбины, а «агрессивные» стратегии наддува улучшают крутящий момент на низких оборотах.
Высокопроизводительный турбодвигатель 20A4E объёмом 2,0 л (1995 см3) с центральным непосредственным впрыском имеет диаметр цилиндра 79 мм, ход поршня 81,5 мм, давление в цилиндре 130 бар и степень сжатия от 9,5:1 (Perfomance) до 10,5:1 (Eco). Версия Eco выпускается китайской компанией SAIC Motor Company. В двигателе применяются чугунный блок цилиндров, алюминиевая головка блока цилиндров, клапанный механизм DOHC с цепным приводом и гидравлическим натяжителем, двойная фаза кулачков с непрерывной регулировкой и кованый стальной коленвал. Также имеются два балансировочных вала и специально разработанная крышка камеры для снижения шума и вибрации. Оптимизированная геометрия турбокомпрессора, акустические резонаторы и общая подача воздуха позволяют снизить шум на 2 дБ. Расположенный по центру инжектор обеспечивает оптимальную работу как при стратифицированном, так и при однородном воспламенении заряда. Трение уменьшается за счёт вакуумного напыления, оптимизированного главного подшипника и кулачкового толкателя.
Начиная с 2013 года, MGE стал преемником 1,6-литрового турбодвигателя Ecotec семейства Family 1 в автомобилях Opel, а в 2014—2015 годах MGE стал преемником атмосферных двигателей Family 1 объёмом 1,6—1,8 л в автомобилях Chevrolet. Начиная с 2020 года, поставки двигателя MGE в США были прекращены из-за того, что Buick Cascada и Chevrolet Malibu Hybrid были сняты с производства ввиду низких продаж и высоких налогов на импорт из Европы.

## Модельный ряд
| Название                     | Объём    | Диаметр цилиндра x Ход поршня | Степень сжатия | Мощность | Крутящий момент                                                                                          |
| ---------------------------- | -------- | ----------------------------- | -------------- | --- | --- |
| A16XHT (LVP)                 | 1598 см3 | 79 мм × 81,5 мм               | 9,5:1          | 125 кВт (170 л. с.) при 4750—6000 об/мин                                                                                      | - 260 Н∙м при 1650—4250 об/мин - 280 Н∙м (overboost)                                                     |
| A16SHT/B16SHT (LWC)          | 1598 см3 | 79 мм × 81,5 мм               | 9,5:1          | 147 кВт (200 л. с.) при 5500 об/мин                                                                                           | - 280 Н∙м при 1650—5000 об/мин - 300 Н∙м при 1700—4700 об/мин (overboost)                                |
| (LKN)                        | 1796 см3 | 80,5 мм × 88,2 мм             | 11,5:1         | 90 кВт (122 л. с.) при 5000 об/мин                                                                                            | 175 Н∙м при 4750 об/мин                                                                                  |
| SAIC 20L4E 2.0 TGI (NetBlue) | 1995 см3 | 88 мм × 82 мм                 | 10,0:1         | 170 кВт (231 л. с.) при 5300 об/мин 160 кВт (218 л. с.) при 5300 об/мин (Евро-6) 165 кВт (224 л. с.) при 5000 об/мин (Евро-5) | 350 Н∙м при 2500—4000 об/мин 360 Н∙м при 2000—4000 об/мин (Евро-6) 350 Н∙м при 2500—3500 об/мин (Евро-5) |
| SAIC 20A4E 2.0 TGI (NetBlue) | 1986 см3 | 82,5 мм × 92,9 мм             |                | 192 кВт (261 л. с.) при 5500—6000 об/мин                                                                                      | 405 Н∙м при 1750—3500 об/мин                                                                             |

## Применения
Версия Eco мощностью 170 л. с. (125 кВт) (код A16XHT) применяется в:
- 2013 Opel Insignia
- 2013 Opel Astra J
- 2013 Opel Cascada
- 2013 Opel Zafira Tourer

Версия Pro мощностью 200 л. с. (147 кВт) (код A16SHT) применяется в:
- 2014 Opel Astra J
- 2014 Opel Cascada
- 2014 Opel Zafira Tourer
- 2016 Buick Cascada (код LWC)
- 2016 Opel Astra K

Версия Pro мощностью 200 л. с. (147 кВт) (код B16SHT — Евро 6) применяется в:
- 2018 — настоящее время Opel Astra K
- 2018 — настоящее время Opel Insignia B

LKN применяется в:
- 2016—2019 Chevrolet Malibu Hybrid
- 2016—2018 Buick LaCrosse 30H
- 2016—2019 Buick Regal 30H

SAIC 20L4E мощностью 224 л. с. (165 кВт) (NetBlue) применяется в:
- 2014 — настоящее время Maxus G10 (LDV G10 в Австралии)
- 2015 — настоящее время MG GS
- 2016 — настоящее время Roewe RX5
- 2017 — настоящее время Maxus T60 (LDV T60 в Австралии)
- 2018 — настоящее время Maxus D90 (LDV D90 в Австралии)
- 2018 — настоящее время Roewe RX8
- 2018 — настоящее время MG HS
- 2019 — настоящее время Maxus G20
- 2019 — настоящее время Maxus T70

SAIC 20A4E мощностью 234 л. с. (172 кВт) (NetBlue) применяется в:
- 2020 — настоящее время Roewe iMAX8
- 2022 — настоящее время Roewe RX9
- 2023 — настоящее время MG 7